# La música en el Corpus Christi de València
La música és un dels elements de més importància dels que componen la festivitat del Corpus Christi de València. Aquesta música té dos vessants molt clars i diferents:
- La música litúrgica. Impulsada per Joan de Ribera, gràcies als encàrrecs que va realitzar a Joan Baptista Comes.[2]
- La música popular, que té els seus exponents més visibles a les danses que s'interpreten al llarg dels diferents actes que componen aquesta festivitat.[2]

## La música litúrgica al Corpus Christi de Valencia

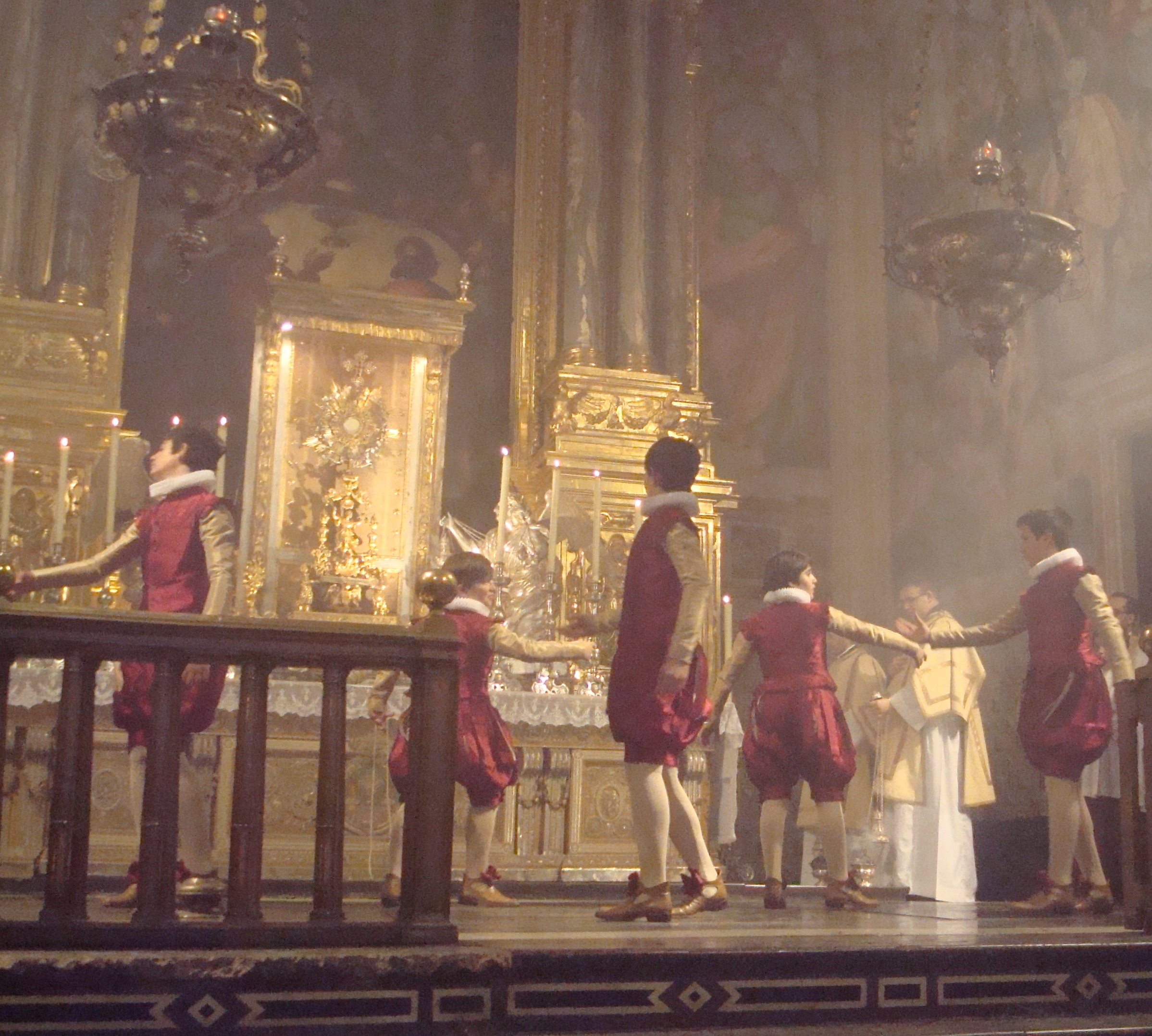
Danses a l'Altar

Aquest apartat està centrat en la música que es fa servir en les celebracions del Corpus Christi al Reial Col·legi de Corpus Christi, més conegut com el Patriarca (perquè el col·legi es va fundar a iniciativa de Joan de Ribera, Patriarca d'Antioquia i es va construir l'edifici a terrenys propietat del Patriarca) va establir a les Constitucions de la Capella del Reial Col·legi de Corpus Chisti els cultes que s'havien de celebrar a la festa del titular, el Corpus Christi, que tindria lloc dijous de la vuitada del Corpus, atès que el mateix dia de Corpus tots els clergues de la ciutat havien de participar en la Processó General, seguint allò estipulat en el Concili de Trento.
Joan de Ribera va establir les normes que s'havien de complir al Col·legi per a la celebració de l'Exaltació de l'Eucaristia tant tots els dijous ordinaris com els actes festius de la vuitada del Corpus, atès que el dia de Corpus, que originàriament era dijous, havia de participar en les festes de la Diòcesi de València.
D'entre aquests actes, un dels més vistosos ho constituïa les Danses del Reial Col·legi Seminari del Corpus Christi de València. La dansa té el seu origen en un concurs que es va fer el 1604 per als actes que es realitzarien amb motiu del trasllat processional de la Custòdia des de la Catedral de València al Reial Col·legi. Aquest trasllat es va realitzar a iniciativa del mateix Joan de Ribera, qui va aprofitar la celebració de les corts a la ciutat per al trasllat del Santíssim Sagrament al Reial Col·legi-Seminari des de la catedral, amb una processó a semblança de la del Corpus, convidant les autoritats, els gremis i els convents i parròquies de la ciutat i aquelles situades a quatre llegües del Cap i Casal, el que queda documentat al bàndol fet públic per Pere Pi, trompeta de la Ciutat. Fou el rei qui va triar com a data el segon diumenge de febrer, pagant les despeses d'aquesta celebració el Patriarca. Aquesta processó va calcar l'escenografia urbana i processional de la processó tradicional del Corpus Christi.
És així com sorgeixen els actes festius del Reial Col·legi Seminari del Corpus Christi en què dijous infraoctava és el dia principal amb molts i molt variats actes.
Les normes per a la realització de tots els actes vénen donades per un text normatiu redactat per Ribera, "les constitucions de la capella", on té un interès més gran per ordenar tot allò relacionat amb la litúrgia i el culte diví. La capella s'organitzava al voltant d'una sèrie de ministres les funcions dels quals vénen delimitades al text, i entre els quals podem distingir per les seues funcions:
- El mestre de cerimònies, encarregat de vigilar que tot es realitzés correctament (a les cerimònies participaven 30 sacerdots formant part de la capella)
- El mestre de cor, encarregat de la capella musical.

Altres participants als actes eren: els dos domers (encarregats de dir les misses de cor i d'incensar al Santíssim Sagrament els dijous, i les relíquies a les festes de primera classe), els dos evangelisters i epistolers (acompanyants dels domers a les estacions, misereres i salves), els dos capiscols de cor i l'organista (que completen tots els oficis que s'assignen a la capella). A més hi havia els sis infantils considerats indispensables per a la celebració dels oficis divins. els infantils vivien al col·legi i eren educats pel Mestre de Capella, tant en cant com en gramàtica i estaven sota la directa protecció del sagristà. La seva funció es realitzava a la capella els dies de festa principal, destacant la seva participació al ochavario del Santíssim Sagrament.
Pel que fa al tema musical, cal esmentar també la participació dels sis ministrils (dos tiples, dos contrabaixos, un tenor i un contralt, i han de cantar a les misses de les pasqües de Nadal i Setmana Santa; així com a les principals festes relacionades amb Crist com l'Epifania i l'Ascensió, i especialment a l'octavari del Santíssim Sagrament on apareixen en tots els actes, destacant la processó, que es realitza a l'interior de l'edifici), que se sumen a l'organista i al mestre de cor, així com els seus ajudants i els capiscols, encarregats d'aportar la solemnitat musical als oficis i festes.
Dijous vuitenari, en concloure les vigílies parteix la processó des de la sagristia encapçalada pel pertiguer (que obre el seguici) i la creu patriarcal entre cirials. Aquesta processó té la particularitat d'incloure els caputxins de la Sang de Crist, i això és una excepció a les normes del Col·legi, tal com queda recollit a les Constitucions redactades per Joan de Ribera. És aleshores, davant de tota l'audiència i abans de col·locar la sagrada forma en la custòdia processional els infantils realitzaven a l'altar major les Danses al Santíssim Sagrament, amb música de Joan Baptista Comes (qui a petició del Patriarca la va compondre a exemple de les Danzas de los Seises de Sevilla) i lletra del mateix Patriarca Ribera, alhora que cantaven sent acompanyats en aquest acte a l'altar major, abans de començar la processó (Dansa de l'Altar) i en finalitzar-la (Dansa per a la tornada a l'Altar), per un grup de ministrils. Durant la processó, en el seu recorregut pel claustre del Reial Col·legi, els infantillos tornen a realitzar la dansa a cadascun dels cantons del claustre (Danses per al Claustre).
Aquestes danses malgrat estar contemplades a les constitucions de 1605 i, per tant, ser iniciativa de Joan de Ribera, queden prohibides en la versió definitiva. Tot i la prohibició, aquestes danses es van realitzar fins al 1820, tractant de recuperar-les diverses vegades durant el segle XX i inicis del XXI, encara que amb canvis tant rellevants en el musical com en la indumentària dels infants, i gran polèmica.

## La música popular al Corpus Christi de València
Una part important dels actes que componen la festivitat del Corpus Christi de València estan marcats per la rellevància de la música i la dansa. Això va fer que des de l'origen de la festivitat hi hagués una pugna entre la celebració religiosa i la popular.
La música popular ha vingut de la mà de les melodies interpretades pels tradicionals tabal i dolçaina.
La festa del Corpus de València va patir al llarg dels seus més de sis-cents anys de molts canvis i avatars, sobretot entre 1850 i 1930, i la música hi va estar implicada en bona part, malgrat que el tabalet i la dolçaina es van aconseguir mantenir com els únics protagonistes de la música popular de la festivitat, constituint-se com els elements cabals de la cultura tradicional valenciana.
Les transformacions socioeconòmiques i polítiques esdevingudes a finals del segle xix, que van arribar a perllongar-se a les primeres dècades del segle xx, van tenir un gran impacte en la cultura popular i en la manera d'entendre-la i de viure-la. A València, el corrent de pensament blasquista, que defensava el laïcisme a totes les esferes de la vida pública, van afectar molt la celebració del Corpus de València.
Tot i això, el bon fer del tabaler i del dolçainer va aconseguir sobreviure a l'atac ideològic que va aconseguir acabar amb moltes altres tradicions, fins i tot algunes de les que formaven part de la festivitat del Corpus, degut en part al perfil dels executants d'aquests instruments. El tocar la dolçaina era considerat un ofici, i, a diferència del que passa actualment, la majoria dels dolçainers d'aquella època eren professionals o semiprofessionals, que a més comptaven amb un elevat nivell tècnic (exemple d'això és que hi haja documentació del pagament, per part de l'Ajuntament de València, d'un sou entre 1705 i 1707 a Cristobal Sunyega, com a dolçainer, i el 1709, apareix també documentació del pagament dels seus serveis com a cap del ball de la Moma) Així és com les figures de dolçainer i tabaler, apareixen com a intèrprets solistes. Aquest fenomen no és tan estrany si atenem dos fets documentats:
- primer, la manca de dolçainers, malgrat la popularitat de l'instrument i el bon pagament que es feia pels serveis dels professionals que el sabien tocar. Els dolçainers eren molt apreciats i respectats per les diverses classes socials, tant les populars com la burgesia o fins i tot l'aristocràtica. El que va passar és que el caràcter professional que tenien els intèrprets de tabalet i dolçaina, va fer que es limités el nombre d'instrumentalistes, ja que es va establir un model gremial aplicant un equilibri entre oferta i demanda.[20]
- segon element que justificaria aquest fet el trobem que mantenir aquest equilibri feia que es reduís el nombre de persones a les quals se'ls permetia aprendre l'ofici, limitant-se al final als membres de la mateixa família dels mestres o ensenyants, o als privilegiats que se'ls permetia entrar a conèixer l'ofici sota la tutela d'algun dolçainer veterà. Aquesta raó és la que dona sentit a l'existència de colles de dolçainers. Aquesta situació es va mantenir pràcticament sense canvi fins a l'última cambra del segle xx.[20]

La música popular recollida referent al Corpus ve de la mà del testimoni dels germans Vicent, Pere i Salvador Díaz, membres d'una família de sonadors del barri del Carme de la ciutat de València, que eren fills i néts de dolçainers.
Se sap que durant un cert temps el tabalet i la dolçaina interpretaven els seus sons damunt les roques del Corpus, però aquesta pràctica va anar decaient en anar realitzant-se les esceneografies a peu de sòl, i passant la música a limitar-se a amenitzar el trajecte de la processó des de aquestes mateixes roques. Tot i que en un primer moment no existien unes melodies preestablertes que es toquessin en aquests actes, des de l'època del dolçainer Joan Blasco, es va introduir un toc de "corregudes de joies" quan tenia lloc la pujada de les Roques pel carrer del Palau.
A banda de la lliure interpretació que puga realitzar-se al llarg dels actes festius en què participen els sons de tabalet i dolçaina, es pot destacar entre els sons que acompanyen les danses processionals, dues comparses: la Degolla i la dels Gegants, a les quals generalment se'ls refereix com a danses, encara que és només per la seva aparició al costat d'aquestes i per tenir tant contingut simbòlic com elles, encara que no inclouen cap coreografia que pogués definir-los com a balls.
Ja al manuscrit de Marià Baixauli (Tocates i danses per a dolçaina i tamborí) queda constància de l'existència d'una melodia concreta que acompanyava sempre els Gegants, i una altra que compartien Gegants i Nans (o nans o cabuts) quan aquests últims desfilaven sense realitzar la seva dansa pròpia.

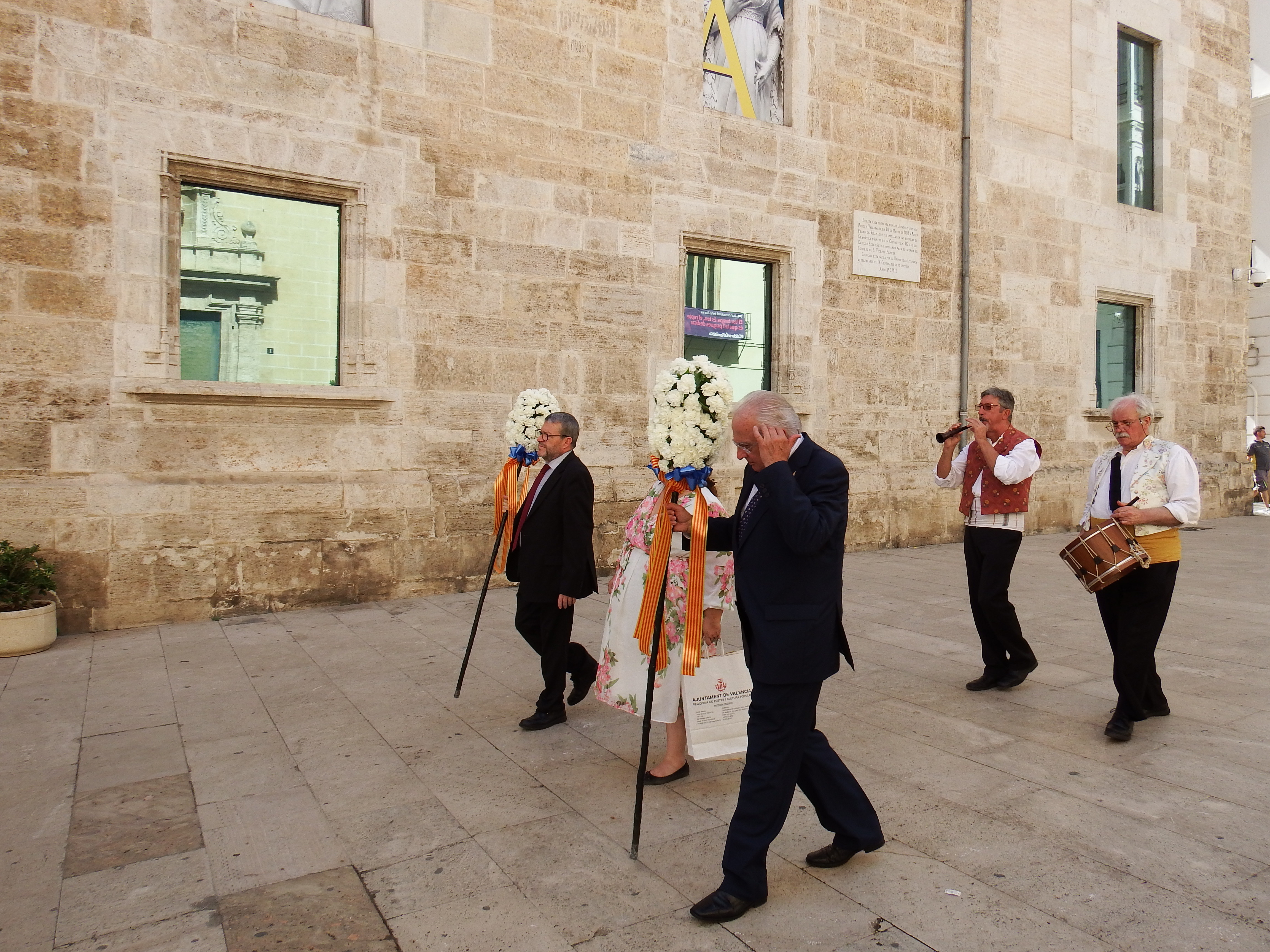
Tabal i dolçaina en la entrega dels Pomells.
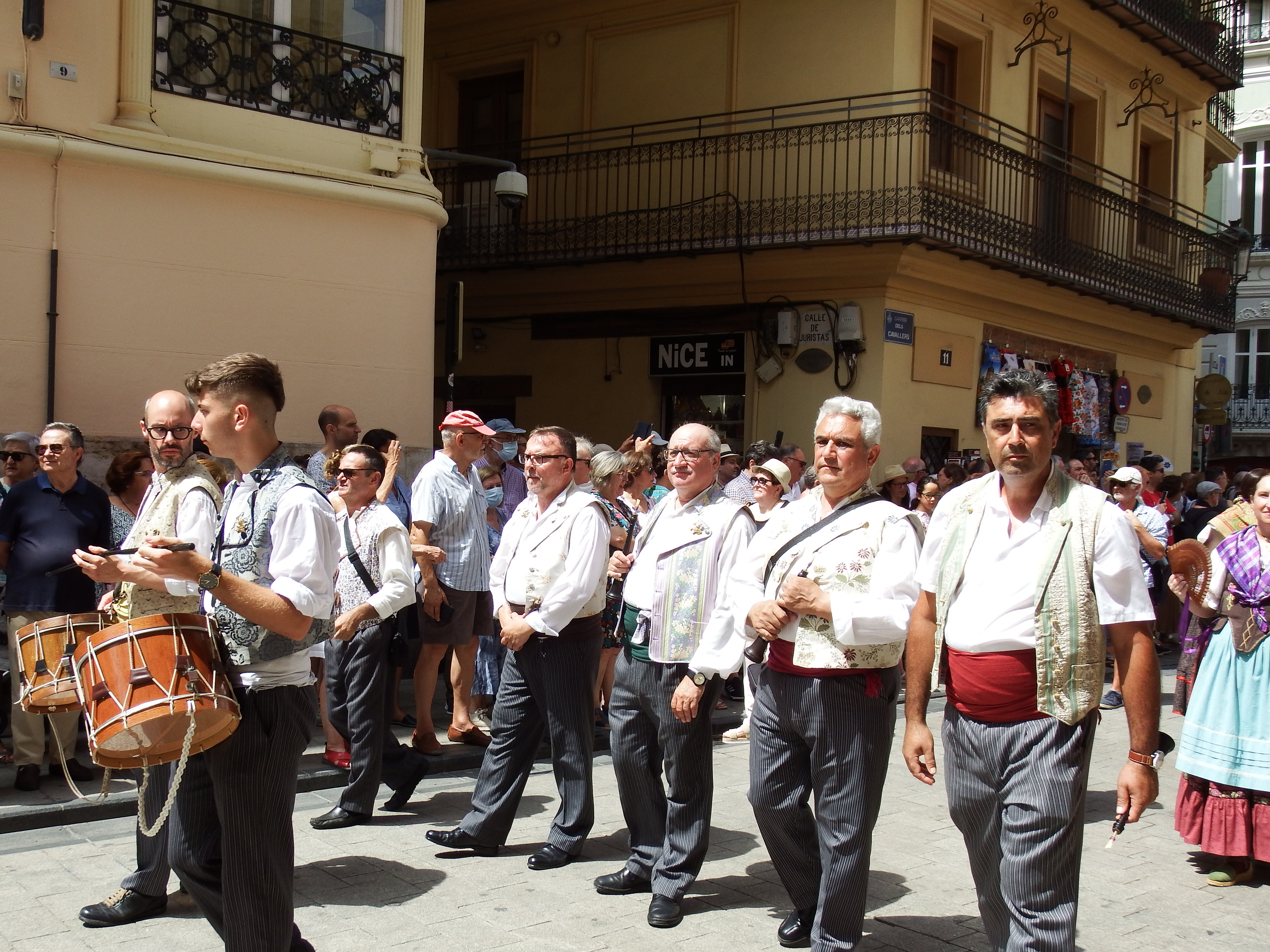
Tabalers i dolçainers a la Cavalcada del Convit
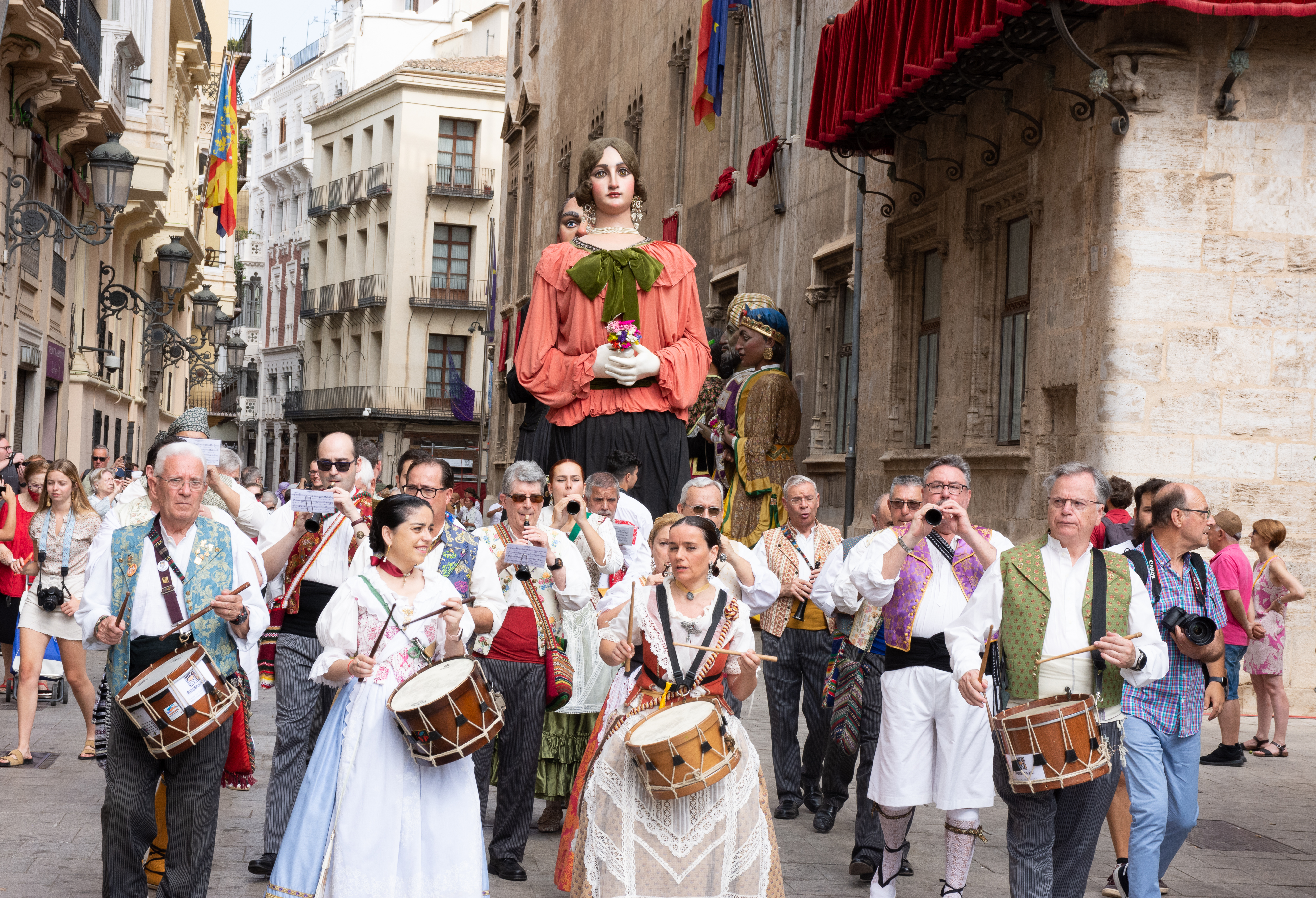
Músics acompanyant als Gegants
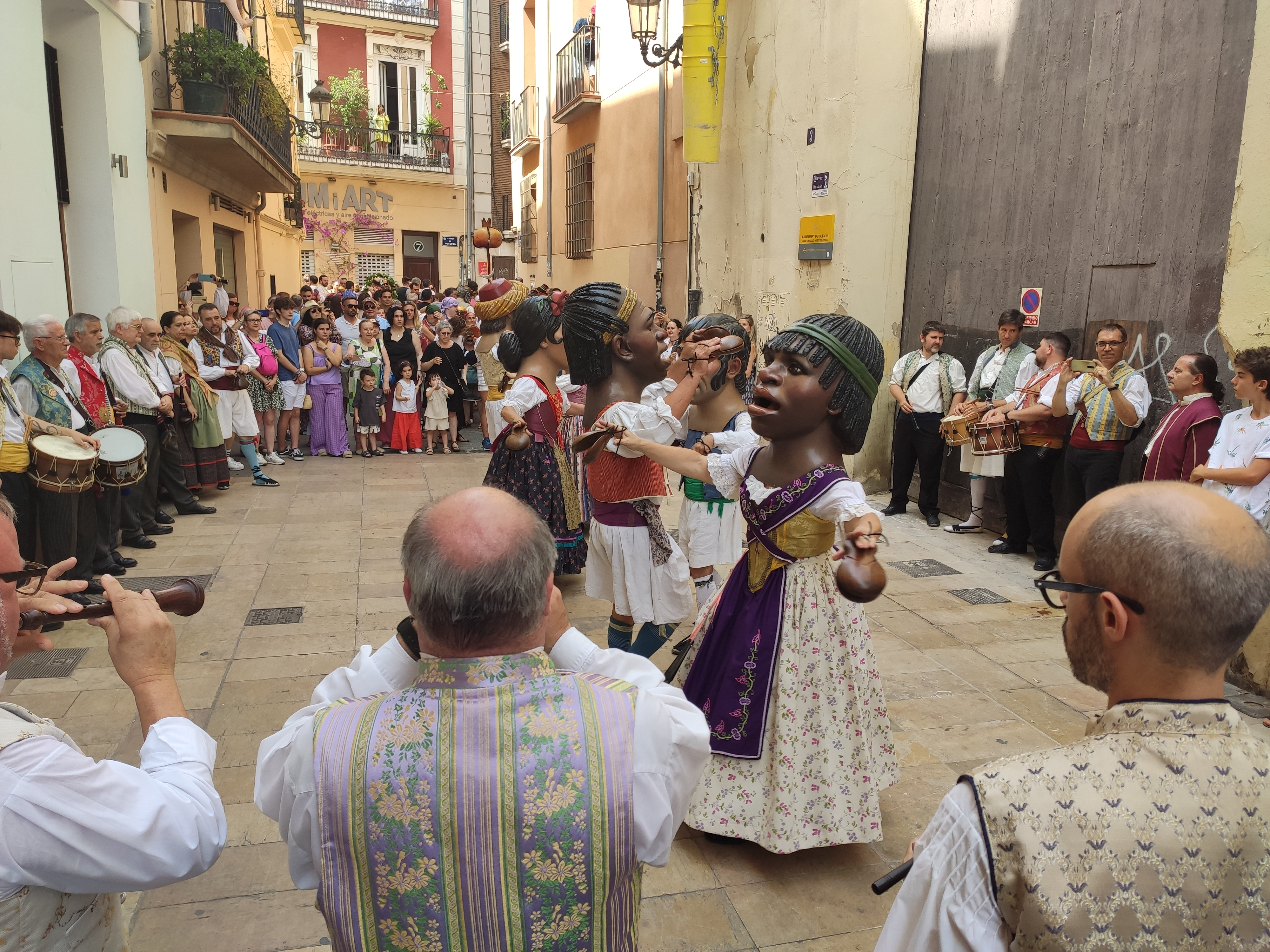
Músics acompanyant la dansa dels Nanos
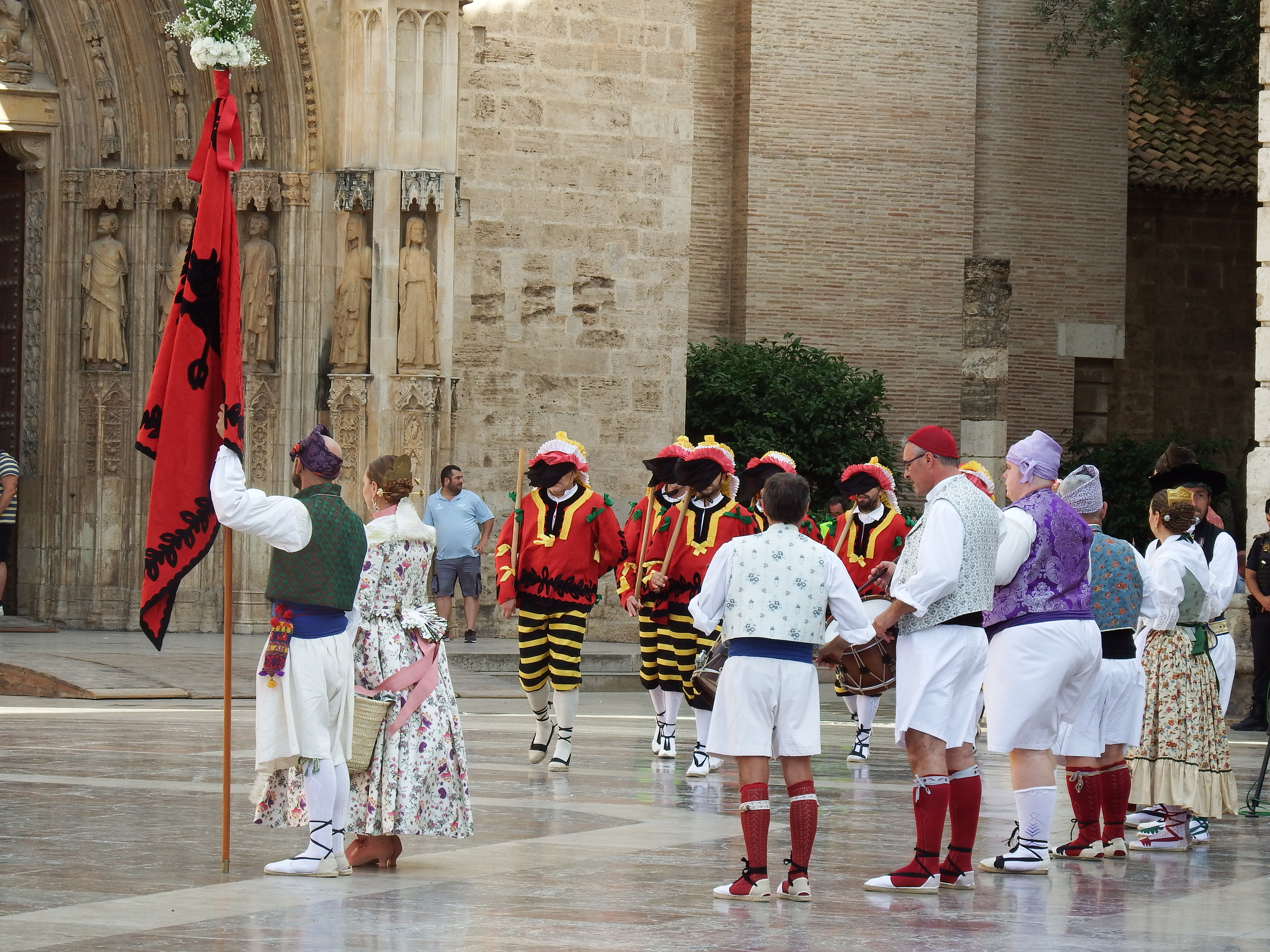
Dolçainers i tabaleters a la Dansa de la Moma
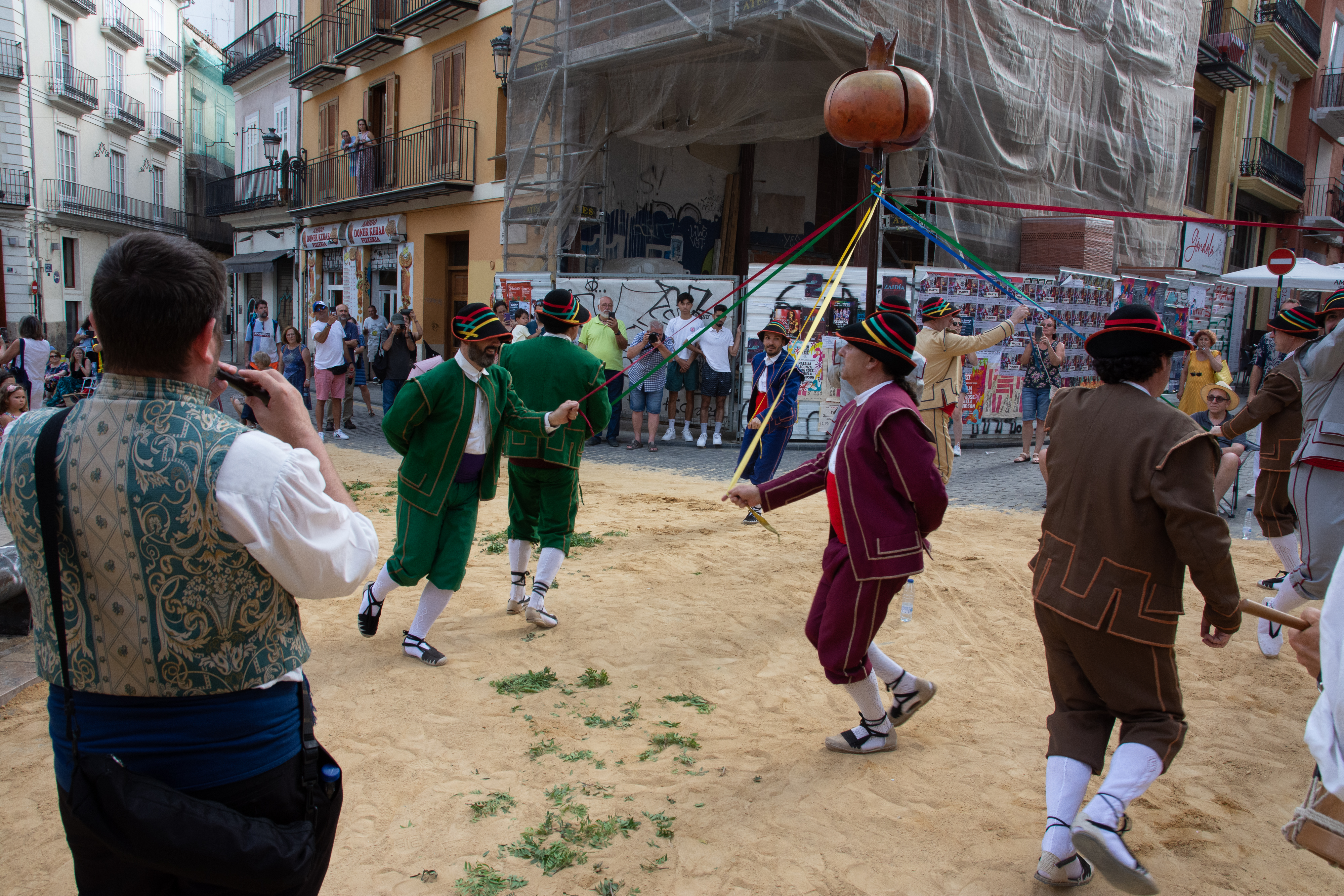
Dolçainer acompanyant la Dansa de La Magrana

D'aquesta manera, és com la música de tabalet i dolçaina queda més relacionada i unida amb la realització de les diverses danses que acompanyen els actes festius del Corpus de València.
Al so de tabal i dolçaina dansen entre altres:
- Gegants, ballen la “Xàquera Vella”[21]
- Nans, la tradició diu que el ball ho han de realitzar 6 homes, encara que algun ho faça amb cap de dona, però no s'ha complert sempre, encara que no es pot saber realment si era per manca d'homes dansaires o per una altra raó, ballen també la “Xàquera vella”[22]
- La Moma i els Momos.[23] Cavallets o Morets.[24] Arquets o Polonesos.[25] Magrana o Vetes.[26] Turcs, Pastorets i Llauradors.[20]